# Юзабіліті
Використо́вність, часто Юзабіліті (англ. usability — дослівно «зручність користування») — поняття в мікроергономіці, що визначає загальний ступінь зручності предмета при використанні; термін схожий з терміном «ергономічність», але має іншу сферу поширення і відрізняється нюансами визначення. Використовується для комп'ютерної техніки, терміном юзабіліті називають концепцію розробки користувацьких інтерфейсів програмного забезпечення, орієнтовану на максимальну психологічну і зорову зручність для користувача.
ISO визначає використовність як «Ступінь з якою продукт може бути використано визначеними користувачами для досягнення визначених цілей з ефективністю, продуктивністю та вдоволеністю для специфічного контексту використання».
Сьогодні термін «юзабіліті» все частіше використовується як синонім слова «ергономіка» в контексті таких продуктів, як побутова електроніка чи засоби зв'язку. В ширшому значені він може використовуватись для визначення степені ефективності виконання дизайну, як в механічних об'єктах і інструментах (мишка, стілець, настільна лампа, дистанційний пульт) так і в графічному дизайні (меню телевізора, меню і система навігації сайту, інтерфейс програмного забезпечення).

## Проєктування для юзабіліті
Будь-яка система чи пристрій, призначений для використання людьми, повинен бути простим у використанні, легким для вивчення, легким для запам'ятовування (інструкції) і корисним для користувачів. Джон Гоулд і Клейтон Льюїс рекомендують дизайнерам, які прагнуть до юзабіліті, дотримуватися таких трьох принципів проєктування:
- Завчасне зосередження на кінцевих користувачах і завданнях, які вони мають виконувати за допомогою системи/пристрою
- Емпіричне вимірювання з використанням кількісних або якісних показників
- Ітеративний дизайн, в якому дизайнери працюють в декілька етапів, покращуючи дизайн кожного разу
- Зосередження на користувачах та завданнях на ранніх стадіях

Команда розробників повинна бути орієнтована на користувача і перебувати в безпосередньому контакті з потенційними користувачами. Кілька методів оцінювання, включаючи персоналії, когнітивне моделювання, огляд, опитування, створення прототипів і тестування, можуть сприяти розумінню потенційних користувачів і їхнього сприйняття того, наскільки добре працює продукт або процес. Необхідно вивчити міркування юзабіліті, наприклад, хто є користувачами та їхній досвід роботи з подібними системами. Як частина розуміння користувачів, ці знання повинні "...співвідноситися із завданнями, які користувачі будуть виконувати". Це включає аналіз того, які завдання будуть виконувати користувачі, які з них є найбільш важливими, і які рішення вони будуть приймати під час використання вашої системи. Дизайнери повинні розуміти, як когнітивні та емоційні характеристики користувачів будуть пов'язані із запропонованою системою. Один із способів підкреслити важливість цих питань у свідомості дизайнерів - це використання персонажів, які є вигаданими репрезентативними користувачами. Детальніше про персони див. нижче. Інший, більш дорогий, але більш глибокий метод - це залучення групи потенційних користувачів до тісної співпраці з командою проєктувальників на ранніх етапах.

## Переваги використовності
Ключовими перевагами використовності є:
- Вищі прибутки через збільшення продажів
- Зростання ефективності виробництва та рівня вдоволеності споживача
- Зменшення ціни розробки
- Зменшення ціни підтримки

### Корпоративна інтеграція
Підвищення рівня використовності загалом позитивно впливає на декілька аспектів якості продукту компанії. Конкретно, переваги виявляються в таких областях:
- Збільшення продуктивності
- Зменшення витрат на навчання та підтримку
- Збільшення продажів та прибутків
- Зменшення часу та ціни розробки
- Зменшення ціни впровадження
- Збільшення рівня вдоволеності користувача

Підвищення використовності в робочому середовищі зазвичай має позитивні відгуки від робітників, "робітники, які насолоджуються своєю роботою роблять її краще, рідше міняють місце роботи та вносять ідеї та ентузіазм у підвищення продуктивності. " З метою створення стандартів, компанії зазвичай впроваджують експериментальні технології дизайну, які задають певні рівні використовності. Зазвичай звертають уваги на наступні компоненти (але не обов'язково обмежуються наведеним списком) :
- Робоча Поза
- Дизайн Робітничої Фурнітури
- Дисплеї
- Пристрої вводу-виводу
- Організаційні Питання
- Офісне Середовище
- Інтерфейс Програмного забезпечення

Існують численні причини через які кожен з наведених факторів впливає на загальне покращення бізнесу. Наприклад, закупівля програмного забезпечення, яке більш зручне для розуміння, зменшує потребу в розширеному тренінгу персоналу. Вдосконалений інтерфейс також може вести до зниження часу на виконання певної задачі.